# Flugplatz Stettin

i7
i11
i13

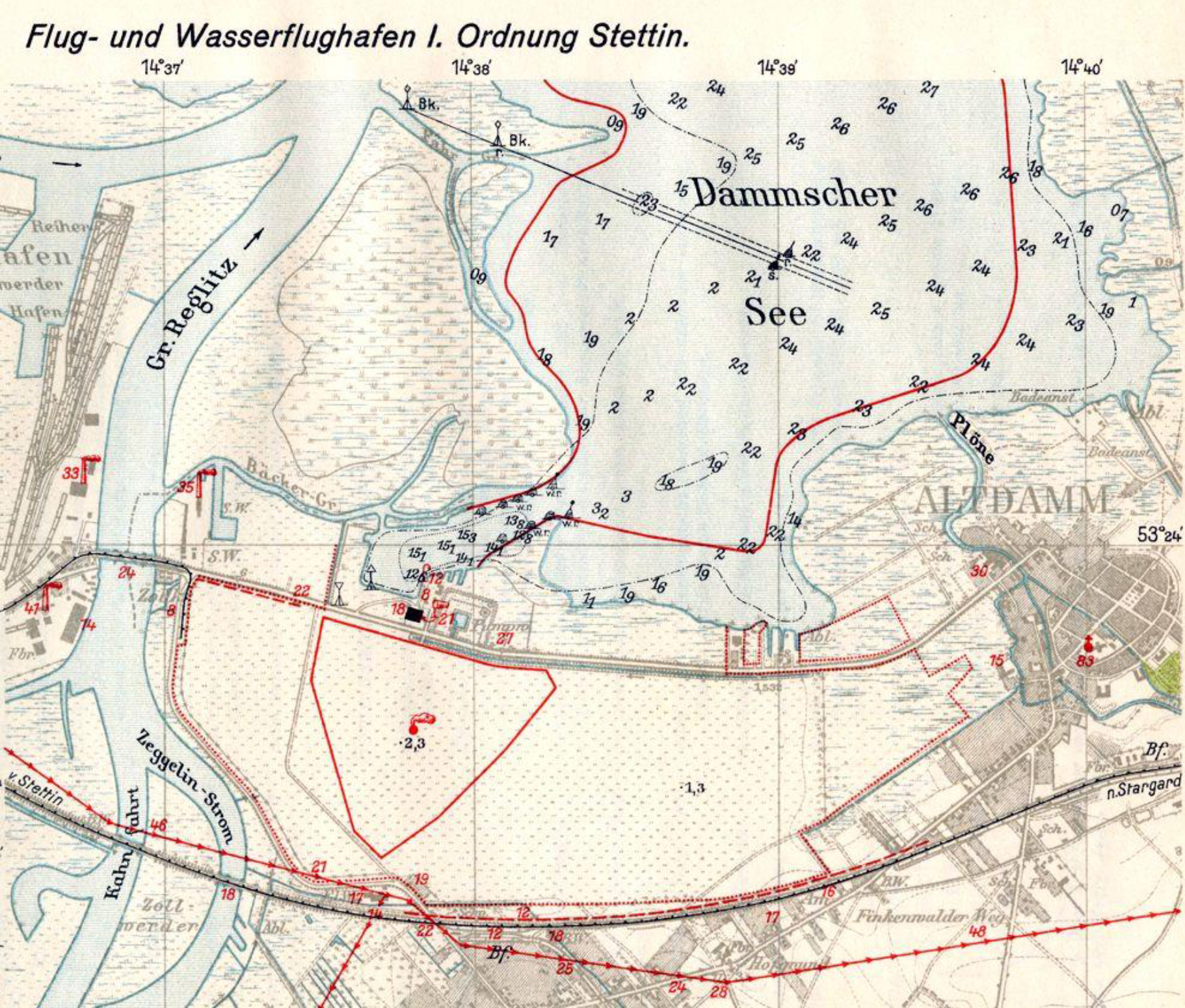
Der Flugplatz Stettin-Altdamm im Flughandbuch 1928

Der Flugplatz Stettin-Dąbie wird vor allem von Sportfliegern genutzt und liegt im Stadtteil Dąbie.

## Geschichte
Die Planungen für einen Flughafen in Stettin begannen 1921. Zuerst wurde ein Wasserflughafen in Betracht gezogen, welcher sich durch den nahen Hafen anbot. Man entschied sich zu einer Kompromisslösung und plante den Bau am Südufer des Dammschen Sees bei Altdamm. Im Dezember 1924 wurde die dazugehörige Flughafen Stettin GmbH gegründet. Ab 1926 flog die Deutsche Lufthansa den noch im Bau befindlichen Flughafen an. Auf dem Gelände befanden sich neben der Start- und Landebahn eine Werkstatt, Verwaltungsgebäude, ein Abfertigungsgebäude sowie Aufenthaltsräume für Reisende und Flugpersonal. Außerdem wurde der Flugplatz ab 1927 auch von der Zweigstelle Stettin der Deutschen Verkehrsfliegerschule genutzt. Die offizielle Eröffnung fand am 19. Juni 1927 statt. Die wichtigsten Verbindungen waren nach Berlin und Danzig. 1934 erhielt der Flughafen ein Funkgerät und einen Peilsender auf einem 45 m hohen Antennenmast. 1935 wurden Einheiten der Luftwaffe hier stationiert.
Nach dem Zweiten Weltkrieg verlor der Flughafen durch die Errichtung des Flughafens Stettin-Goleniów jegliche Bedeutung.